# Ecliptopera falsiloqua
Ecliptopera falsiloqua là một loài bướm đêm trong họ Geometridae.